# Lepidocephalichthys zeppelini
Lepidocephalichthys zeppelini är en fiskart som beskrevs av Justin C. Havird och Tangjitjaroen 2010. Lepidocephalichthys zeppelini ingår i släktet Lepidocephalichthys och familjen nissögefiskar. Inga underarter finns listade i Catalogue of Life.